# Société coopérative agricole d'Eure-et-Loir
La Société coopérative agricole d'Eure-et-Loir (SCAEL) est une société coopérative agricole dont le siège est situé à Chartres, préfecture du département français d'Eure-et-Loir en région Centre-Val de Loire.

## Aujourd'hui

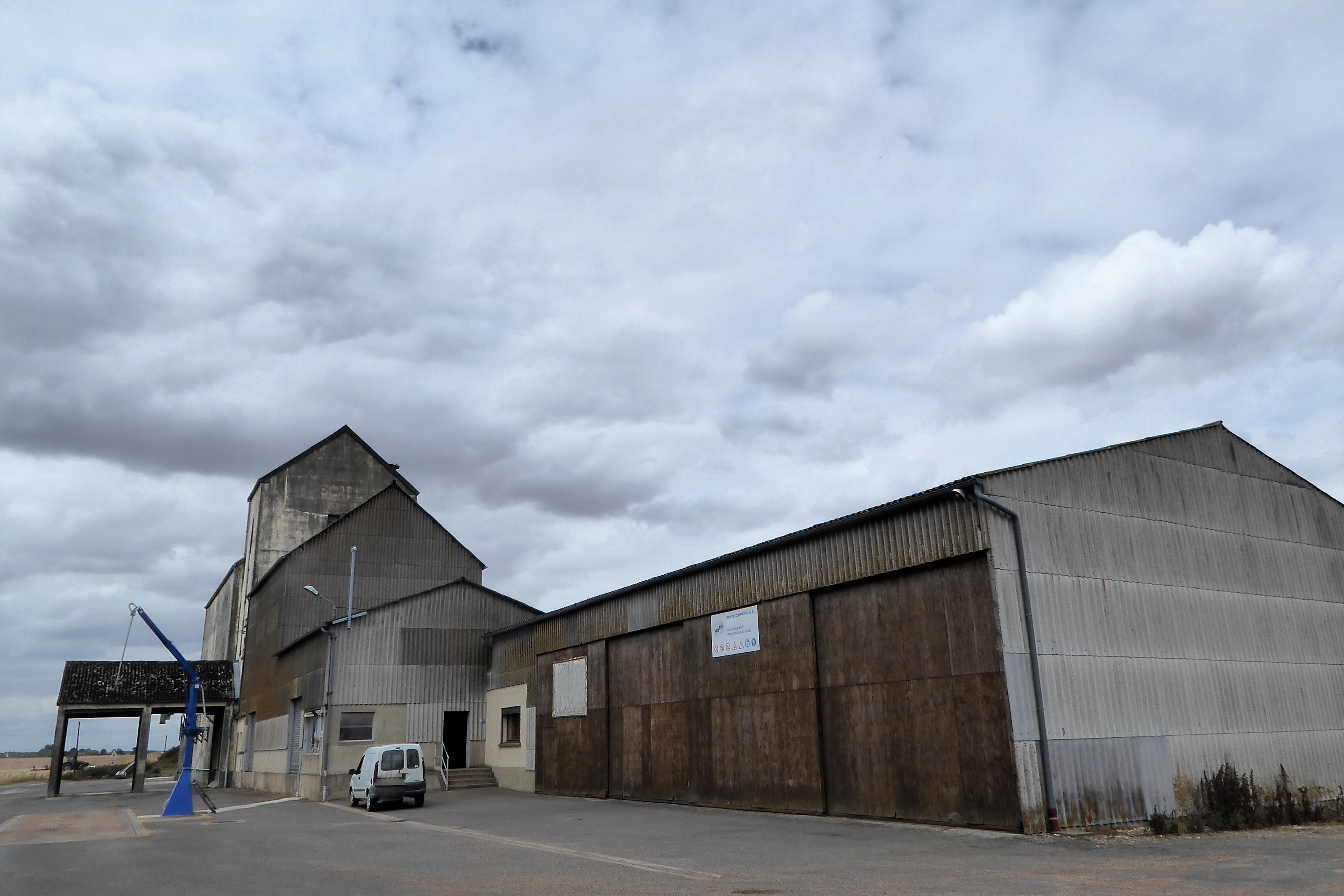
Silo de la SCAEL à Bailleau-l’Évêque.

La SCAEL est présente sur l'ensemble de la filière céréales :
- collecte : une soixantaine de sites permettent le stockage de 883 000 tonnes en Eure-et-Loir, Yvelines, Loiret et Orne. Une dizaine de ces sites sont reliés au réseau ferré par un embranchement privé.

La collecte annuelle est d'environ 795 000 tonnes. Elle est composée majoritairement de blé tendre, mais aussi d'orge, de maïs, de colza et de blé dur.
- approvisionnement des intrants : semences, phytosanitaires et engrais.

La capacité de stockage des engrais en vrac est de 44 400 tonnes et celle des engrais liquides de 16 705 m3.
- commercialisation : l'export représente un volume de 4 000 000 tonnes, principalement à destination de l'Algérie, de l'Afrique de l'Ouest, de l'Union européenne et du Maroc[2], le pôle trading-export représentant 69 % du chiffre d'affaires du groupe.

- conseils et services aux adhérents.

## Projets
- Un projet d'Agri-quartier inédit est proposé par la SCAEL afin d'aménager le site de 8 ha sur lequel ont été construits en 1970 les silos de la société, desservis par une gare de fret[3].